# Miguel Ángel Tirado Vinués
Miguel Ángel Tirado Vinués (Saragossa, 1949) més conegut pel seu personatge humorístic Marianico el Corto, és un humorista espanyol.
Miguel Ángel Tirado es va popularitzar amb el personatge de Marianico el corto, una paròdia d'home de camp aragonès, participant en concursos d'humor de televisió com No te rías que es peor. Ha pres part en molts programes de ràdio i televisió i en nombroses gales i esdeveniments. Ostenta el premi Zangalleta atorgat per l'associació de Disminuïts Físics d'Aragó atorgat l'any 2000.

## Biografia
Miguel Ángel Tirado va néixer al barri de Torrero de Saragossa, a Aragó, el 13 de novembre de 1949. Està casat i té quatre fills.
En 1982 comença la seva carrera artística participant en el programa 5.º Programa de Radio Zaragoza i comença a realitzar actuacions als establiments Pub Nueva York i en el cafè Variedades d'aquesta ciutat, fins a 1985. Des de 1986 fins a 1989 actua al teatre Lido i aquest mateix any participa en els programes de Televisión Española "Directo en la Noche" "Si lo sé no vengo" participant també en diversos programes matinals.
En 1990 es fa molt popular per la seva participació en el concurs d'humor "No te rías que es peor" en el que estaria fins al 1993. A l'any següent participa al costat de Raffaella Carrà a "¡Hola Raffaella!" en aquesta mateixa cadena.
Passa a Telecinco on forma part de l'elenc dels programes "Muchas Gracias" i "Sonría, por favor" i entre 1996 i 1999 col·labora en els programes de TVE "Gran prix del verano" y "¿Qué apostamos?".
Entre 1995 i 1996 participa en la revista musical "Los reclutas piden guerra" i entre 1998 i 1999 en l’obra "Esta fonda es la monda" produïda pel Grupo Baluarte Aragonés. Amb aquest mateix grup teatral va fer en els anys 2000 i 2001 la comèdia musical "La Alcaldía... ¡Va Bien!". Dos anys després van fer "Un fantasma en los Monegros" i després "Un cubano en la familia". El 2007 arriba "Cuarenta años y en casa". El 2009 va participar a "Un maño en Nueva York".
El 2013 li arriba l’èxit absolut en copresentar el programa d'Aragón TV Me gusta Aragón al costat d'Adriana Abenia. El programa arrasa en audiència, supera el 20% de quota, guanya diàriament a les ofertes nacionals i es converteix en història del canal autonòmic.
En 2020 produeix i estrena a Aragón TV la sèrie El último show, una comèdia dramàtica en la que Tirado interpreta una versió fictícia de si mateix.

## "Marianico el corto"
El personatge de "Marianico el corto" neix de la identificació de Tirado amb l'home de camp de la seva terra. El nom de "Marianico", diminutiu en alguns llocs d'Espanya de "Mariano", té el seu origen en el nom del seu avi i en l'escassa alçada de l'actor, 160 cm. La característica de l'alçada dona el diminutiu i el sobrenom d’ "el corto".
"Marianico el corto" va abillat a la típica usança de camp aragonès, camisa blanca, armilla, faixa vermella i boina. La manera de parlar, amb accent d'aragó, complementa el personatge humorístic arrelat en el sentir del poble aragonès i la seva manera de percebre el món.
La identificació amb l'"ésser" de la terra aragonesa, és fruit de l'observació dels treballs desenvolupats per Miguel Ángel Tirado al llarg de la seva vida, des de les estades en Perdiguera en els Monegros, on estiuejava de nen fins als treballs de mestre i venedor d'electrodomèstics amb els quals va recórrer bona part de la geografia de la seva terra aragonesa.